# Сон офіціанта
«Сон офіціанта» (Сни офіціанта, фр. Le songe d'un garçon de café — німий короткометражний мультфільм Еміля Коля.
Прем'єра відбулася в Оптикальній компанії Кляйна, а пізніше, 21 липня 1910 року, в США.

## Сюжет
Офіціант, як завжди, обслуговує відвідувачів кав'ярні. Він трохи втомився, і тому просить у барменші склянку вина. Випивши вино, він позіхає і засинає. Спочатку йому сниться, що дві сильфіди грають йому на скрипках похоронний марш. Він буквально вилітає зі стільця, і йому починає ввижатися: спочатку його придавлює величезна рука, потім з бочки, що раптово з'явилася, вилазить чорт, а потім — різномастий посуд: пивні кухлі, пляшки і глеки. Він сідає й бачить у білому крузі на чорному крузі різні галюцинації: маяк, обличчя чорта, виноград, пляшку з вином, гілочку хмелю, дівчину, якогось чоловіка з трубкою, кажана, привида, слова «ВИНО», «ПИВО», «П'ЯНСТВО», «АБСЕНТ» (популярний алкогольний напій тих років) французькою, англійською, італійською та німецькою мовами. У маренні він бачить одного чоловіка, що згоряє живцем, а в іншого лускає голова. Після цього офіціант витягується, як шланг, так, що б'є своєю ногою по м'якому місцю. Офіціант стягується до нормальної довжини і знову сідає в крісло. З'являються німфи, які поливають його вином із амфор.
Насправді, коли він приходить до тями, його обливають із пляшок.

## Технічні особливості
- Довжина плівки — 112 м
- Формат — 35 мм